# Municipio de Union (condado de Tippecanoe)
El municipio de Union (en inglés: Union Township) es un municipio ubicado en el condado de Tippecanoe en el estado estadounidense de Indiana. En el año 2010 tenía una población de 1610 habitantes y una densidad poblacional de 22,72 personas por km².

## Geografía
El municipio de Union se encuentra ubicado en las coordenadas 40°20′41″N 86°57′49″O / 40.34472, -86.96361. Según la Oficina del Censo de los Estados Unidos, el municipio tiene una superficie total de 70.85 km², de la cual 70.25 km² corresponden a tierra firme y (0.85%) 0.6 km² es agua.

## Demografía
Según el censo de 2010, había 1610 personas residiendo en el municipio de Union. La densidad de población era de 22,72 hab./km². De los 1610 habitantes, el municipio de Union estaba compuesto por el 96.02% blancos, el 0.43% eran afroamericanos, el 0.56% eran amerindios, el 0.5% eran asiáticos, el 0.06% eran isleños del Pacífico, el 1.43% eran de otras razas y el 0.99% pertenecían a dos o más razas. Del total de la población el 3.29% eran hispanos o latinos de cualquier raza.